# Breselenz
Breselenz ist ein Ortsteil und der Hauptort der Gemeinde Jameln in der Samtgemeinde Elbtalaue im Landkreis Lüchow-Dannenberg in Niedersachsen. Das ehemalige Rundlingsdorf liegt 1 km westlich von Jameln. Östlich in 1 km Entfernung verläuft in Nord-Süd-Richtung die B 248. Der Name leitet sich von den slawischen Wörtern „breza“ (Birke) und „lanka“ (Krümmung, Bucht, Sumpfwiese, Aue) her.

## Geschichte
Der Ortsname ist seit dem 14. Jahrhundert belegt. Eine erste Ortserweiterung fand im 19. Jahrhundert durch die Schaffung zusätzlicher Anbauerstellen und Niederlassung von Handwerkern statt. Ab 1950 wurde das Neubaugebiet nördlich des Breselenzer Bachs besiedelt. Am 1. Juli 1972 wurde Breselenz in die Gemeinde Jameln eingegliedert und wurde damit zum geographischen Mittelpunkt der neu entstandenen Gemeinde.

## Baudenkmale

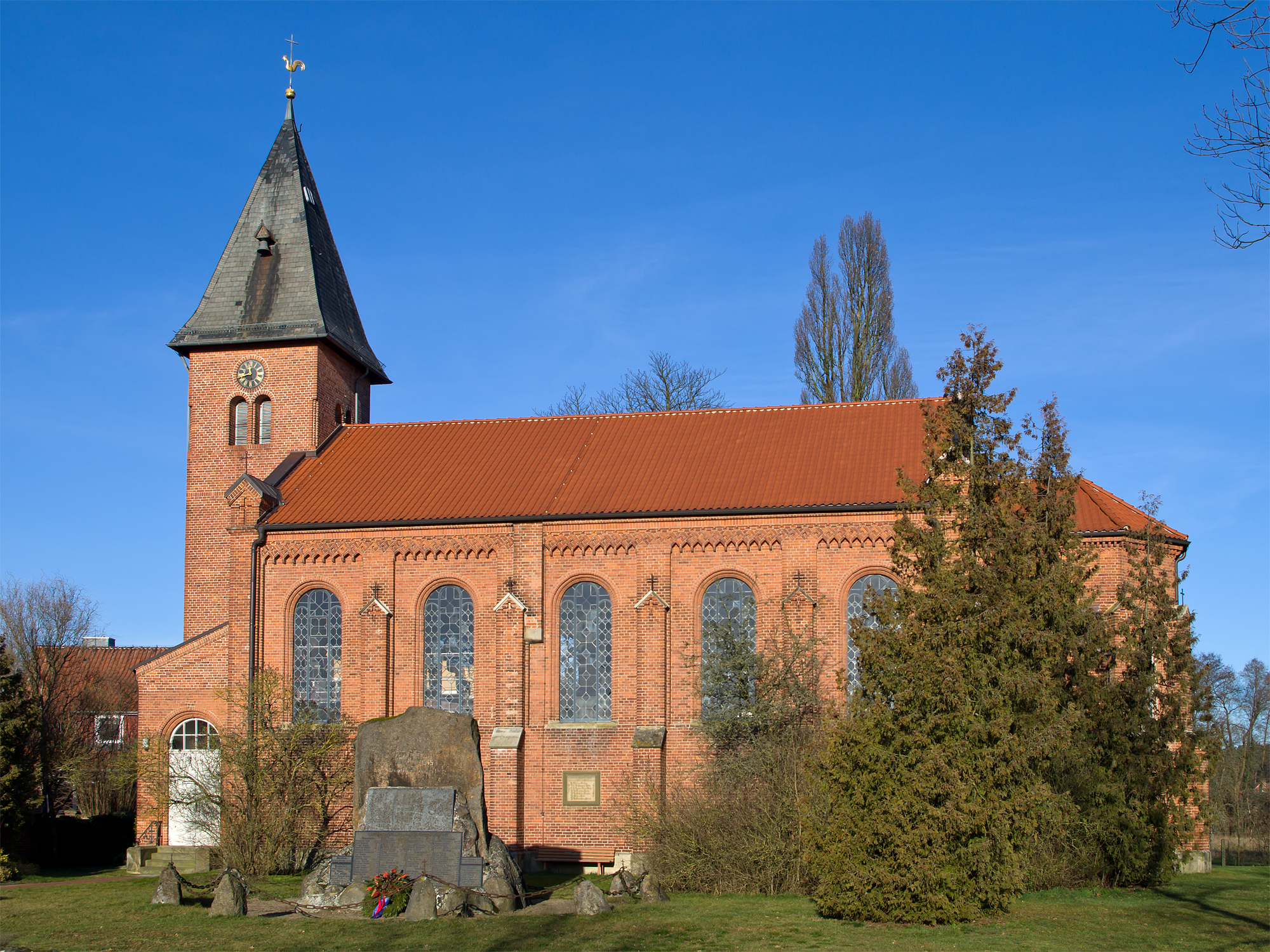
Kirche St. Martin

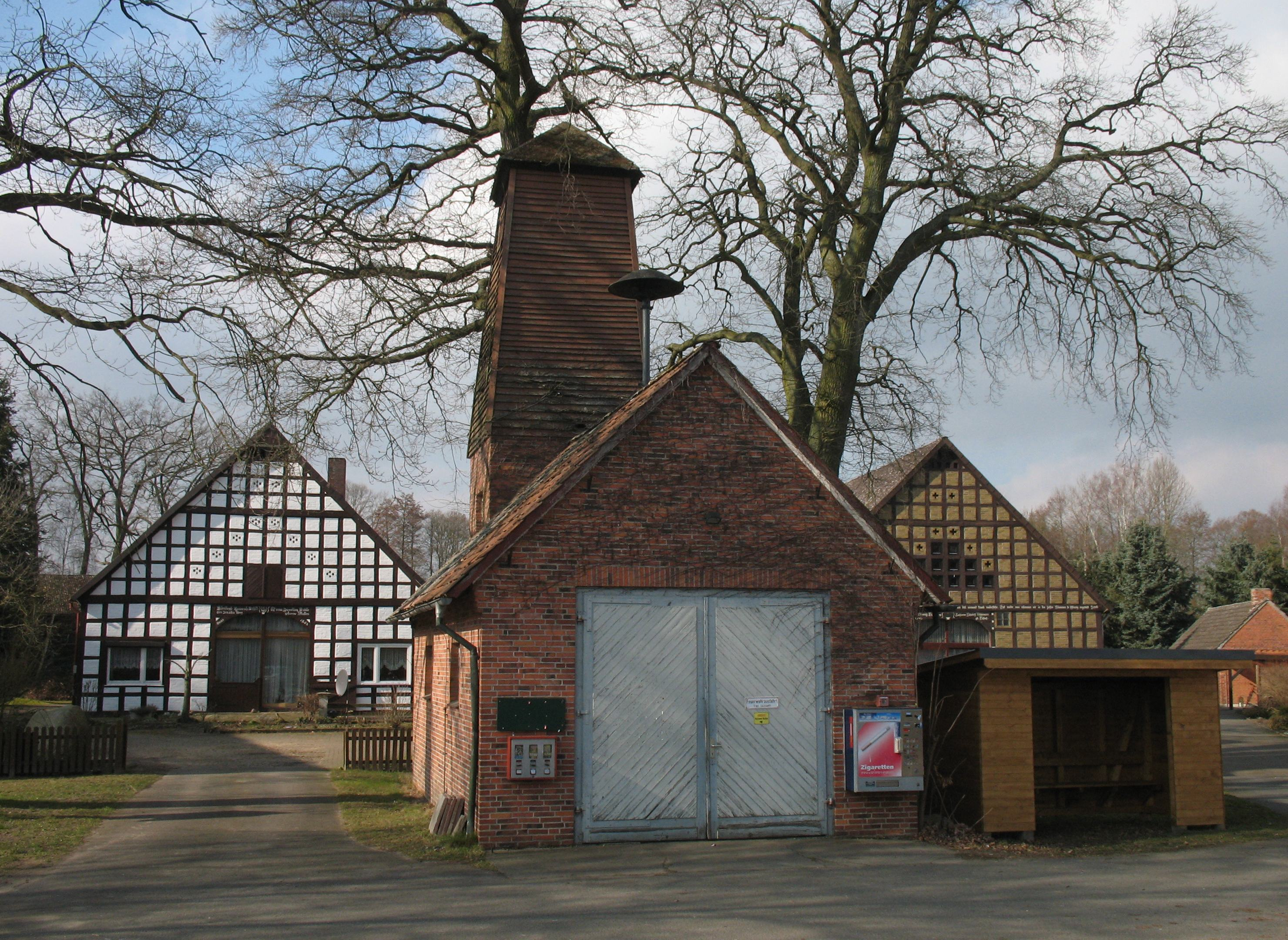
Ehemaliges Feuerwehrhaus in Breselenz

- Die evangelische St.-Martins-Kirche ist ein neugotischer Saalbau aus dem Jahr 1859/60. Die Holzdecke im Innern ist neu. Der stattliche spätgotische Schnitzaltar stammt aus dem frühen 16. Jahrhundert. Aus der Zeit um 1600 stammt der Kanzelkorb mit gemalten Evangelisten.
- Das Gutshaus ist ein ehemals stattlicher, heute dem Verfall preisgegebener, zweigeschossiger Fachwerkbau aus dem Jahr 1749.[3] Er wurde von den Erben der Grafen Grote auf Breese verkauft.

## Persönlichkeiten
- Bernhard Riemann (1826–1866), Mathematiker in Göttingen